# The Music Makers (opera)
The Music Makers, Op. 69, è un'opera per contralto o mezzosoprano, coro e orchestra scritta nel 1912 dal compositore inglese Edward Elgar.

## Storia
Era dedicato al "mio amico Nicholas Kilburn". Fu eseguito per la prima volta al Birmingham Triennial Musical Festival il 1º ottobre 1912, diretto dal compositore, con Muriel Foster come solista.
Il testo della composizione è la poesia del 1874 Ode di Arthur O'Shaughnessy, che Elgar mise in musica per intero. Dal 1903 aveva lavorato alla musica in modo discontinuo, senza una commissione specifica.

## Analisi
Le parole della poesia erano senza dubbio congeniali alla natura di Elgar, in quanto celebra l'artista sognatore: dal 1912 era consolidato come parte della società artistica britannica ma, nel migliore dei casi, era ambivalente su quella società. Lo stato d'animo dell'Ode è evidente nelle prime righe, che descrivono l'isolamento dell'artista creativo:
And we are the dreamers of dreams,
Wandering by lone sea-breakers,
And sitting by desolate streams...»
E noi siamo i sognatori dei sogni,
Vagando da solitari frangiflutti, 
E seduti vicino a flussi desolati ...»
I versi successivi celebrano l'importanza dell'artista per la sua società.
La musica è in gran parte riservata e personale ed Elgar cita la propria musica più volte. A volte c'è un indizio verbale specifico: ad esempio, la parola "sogni" è accompagnata da un tema de Il sogno di Geronte e "i frangenti marini" dall'apertura di Sea Pictures. La musica ricorda anche la prima e seconda sinfonia, il Concerto per violino, "Nimrod" (dalle Enigma Variations), Rule, Britannia and La Marsigliese. Gran parte della musica è originale.

## Critiche
Elgar era stato commissionato dal Birmingham Triennial Musical Festival ed al festival tenne la prima esecuzione nel 1912. Le prime critiche al lavoro furono dirette più alle parole che alla musica, che però fu anch'essa liquidata come volgare ed egocentrica. È anche vero che le esecuzioni sono rare, in particolare al di fuori dell'Inghilterra. Le auto-citazioni nella musica portano inevitabilmente alla mente Ein Heldenleben di Strauss, ma con intenzioni diverse; Elgar raffigura l'artista non come un eroe ma come un bardo.

## Incisioni importanti
- Elgar registrò estratti dell'opera al Three Choirs Festival l'8 settembre 1927
- London Philharmonic Choir (maestro del coro: Frederic Jackson), London Philharmonic Orchestra e con Janet Baker, diretta da Adrian Boult, insieme al Sogno di Geronte (EMI, dicembre 1966)
- BBC Symphony Orchestra e coro con Jean Rigby, diretta da Andrew Davis, abbinato a brevi brani orchestrali (Teldec, 1994)
- Hallé Orchestra e Coro con Jane Irwin, diretta da Mark Elder, insieme a Froissart, Dream Children e Fantasia e fuga in do minore di J.S. Bach  (Hallé HLL 7509, 2005)
- Music Makers / Sea Pictures, Naxos 8.557710. Sarah Connolly, Bournemouth Symphony Orchestra, diretta da Simon Wright. Questa registrazione ha avuto una nomination ai Grammy nel 2007, per il Grammy Award per la migliore performance vocale classica.